# مک‌دانل اف۲اچ بانشی
مک‌دانل اف۲اچ بانشی (به انگلیسی: McDonnell F2H Banshee) یک هواگرد ساختِ کارخانهٔ مک‌دانل در کشور ایالات متحده آمریکا است . نخستین استفاده‌کنندهٔ این هواگرد نیروی دریایی ایالات متحده آمریکا بوده‌است. این هواگرد برای نخستین بار در ۱۱ ژانویه ۱۹۴۷ میلادی مورد استفاده قرار گرفت.